# 月の湿原
『月の湿原』(つきのしつげん、英語: The Moon-Bog) は、ハワード・フィリップス・ラヴクラフトによる小説。1921年3月に執筆され、『ウィアード・テイルズ』1926年6月号に掲載された。
ある事件で友人が行方不明となり、その事件をきっかけに月の光や蛙の鳴き声に恐怖を感じるようになったという主人公による述懐という体裁の短編怪奇小説である。

## あらすじ
アメリカ人の主人公（語り手）は、資産家の友人デニス・バリーから、最近移り住んだアイルランドの古城に泊まりにこないかと誘いを受ける。その古城は数世紀前にはバリーの先祖が領有していたもので、アメリカで財を成したバリーは先祖の城を買い戻し修復を進めていたのである。
主人公はキルデリーにある城を訪問し、バリーに再会して話をするうち、城の近くの湿原の話となった。実業家であるバリーは湿原を干拓し開発するつもりであったが、地元民の農夫や召使は湿原に手を出すと呪いが降りかかるといって反対し、バリーが事業をあきらめる気が無いとわかると城を出ていってしまったのだという。彼は仕方なく別の地域から人を雇って新しい召使や工事の作業員として使っているとのことだった。
農夫らが恐れていたという湿原の恐怖というのは荒唐無稽なもので、湿原の底深くに石造りの太古の都市が埋もれており、湿原の中の小島の古い廃墟ににはその守護霊が今も住んでおり湿原に手を出すものに祟りがあるといった話であった。その都市は、往古の時代にアイルランドに到来した古代ギリシャの部族の子孫が疫病で滅びた後、そのまま放置され水没したものであるという。
主人公がその夜案内された城の塔にある寝室の窓からは、湿原とそのほとりの平地や村を見渡すことができた。主人公は眠りにつく際、小島のほうから不思議な音を聞いたような気がした。
翌朝目覚めた主人公は、妙な夢を見ていたことを思い出す。彼は夢の中で壮麗な石造りの都市を上空から眺めていたのである。その日、主人公は散歩の途中で作業員と話をしたが、彼等の多くが不思議な夢や不気味な音といったものが原因で睡眠不足気味で、みな少し不安がっている様子であった。
この夜、主人公は前日と同じ石造りの都市の夢を見たが、途中から都市に疫病が広がって人々が死に絶え、さらに崖崩れで町が埋め尽くされて高台にある神殿だけが残され、神殿の中では月の巫女が冷たい骸となっている、という不穏な内容になり彼は深夜に目覚めてしまった。目覚めた彼は、笛の音のような妙な音が鳴っているのに気づき、窓から外を眺めると、思いがけない光景を目にする。奇妙な笛の音にあわせて、平地で踊っている人々の姿があったのだが、彼らの半分は昼間に出会った作業員達であるのに対し、もう半分は、白く光る精霊のようなものに見えたのである。
主人公はしばらくして気を失い、気づいたときにはもう日の高い時間になっていた。彼は自分の見たものをバリーに話すべきか迷ったが、夢か幻であろうと自分を納得させた。しかしバリーが翌日から開始するという干拓の計画書を確認している姿を見て、急に恐怖を感じ、城から出て町へ戻りたいとも思ったが、バリーに一笑に付されてしまい、その日は早めに寝室に引きこもることにした。
彼はまた、前日と同じ笛の音を聞いて目を覚ます。そこで彼は、湿原を見渡せる窓から異様な明るさの強烈な赤い光が差し込んでいることに気づく。彼が湿原の方を見ると、廃墟であったはずの小島の建造物が壮麗な城のような姿でそびえ立ち、強烈な光を放っていた。そして平地の方を見ると、昨晩目にした白い精霊が笛の音にあわせて踊りながら作業員達を湿原の方に誘っている様子が見えた。見ていると、城から走り出た召使たちもその列に加わり、一列に並んで精霊についていき、一人ずつ湿原の中に沈んでいく様子がうかがえた。最後の一人が湿原に姿を消した後、赤い光と笛の音が消え、気がつけば月の光があたりを照らしていた。
主人公は衝撃的な光景を目にして混乱していたが、今やこの城で生き残っているのは自分とバリーだけであると気付く。彼はしばらく呆然としていたが、やがて城の下の方から凄まじい悲鳴が聞こえ、それを聞いた主人公は夢中で城から逃げ出す。彼は翌朝、近くの町で保護されたのだが、その前に見た不気味な光景のせいで恐怖に震えていた。
逃げる途中で主人公は、最近では生き物もほとんどいないはずの湿原のほとりに大きな蛙が何匹も群がって、甲高い声で鳴いているのを見た。そしてその蛙の見上げている視線の先には、小島の廃墟から月に向かって伸びる一筋の光があった。その光の中には、ゆっくりと何かに引き寄せられ、あらがおうともがいている影があった。そしてそれは、彼の友人であるデニス・バリーの変わり果てた姿であった。

## 背景・その他
- この小説は、聖パトリックの日に開催される作家の集まりで新作を朗読して欲しいという依頼に応えて執筆された。アイルランドが舞台となっているのはこのためである[2]。
- ラヴクラフトはこの作品の背景として、当時ポピュラーであった、アイルランド民族の祖先は古代ギリシャから到来した部族であり、その子孫の多くがペストにより死滅した、という伝承を採用している[3]。
- ラヴクラフトの少年時代、家の近くの沼が干拓され宅地開発されたという出来事があり、これが作品のアイデアに採用されていると考えられている[4]。
- 先祖伝来の城を買い戻す、というのはラヴクラフト自身の夢でもあり[5]、1923年に執筆された『壁のなかの鼠』でも同様のプロットが採用されている。
- 1933年に発表されたロード・ダンセイニの『賢女の呪い（英語版）』の舞台設定は本作と類似するが、ラヴクラフト研究家のS・T・ヨシは、当時まだ無名であったラヴクラフトがダンセイニに影響を与えた可能性は低いとしている[6]。

## 収録
- 国書刊行会『定本ラヴクラフト全集1』矢野浩三郎監訳／岩井孝訳 『月沼』
- 創元推理文庫『ラヴクラフト全集7』大瀧啓裕訳 『月の湿原』